# Anna Fisher
Anna Lee Fisher (nascida Anna Lee Tingle; Nova Iorque, 24 de agosto de 1949) é uma ex-astronauta norte-americana.

## Biografia
Formada em Química pela Universidade da Califórnia em Los Angeles em 1970, no ano seguinte cursou Medicina na Escola de Medicina da mesma universidade, formando-se em 1971 e completando residência em 1976. Ela optou por se especializar na área de emergência médica, e trabalhou em vários hospitais da área de Los Angeles, nos dois anos seguintes.
Em 1978, Fisher foi selecionada com cinco outras mulheres – Sally Ride, Rhea Seddon, Judith Resnik, Kathryn Sullivan e Shannon Lucid – para a primeira equipe de astronautas femininas da NASA. Depois de completar o curso, em 1979, foi qualificada como especialista de missão para futuros voos no ônibus espacial.

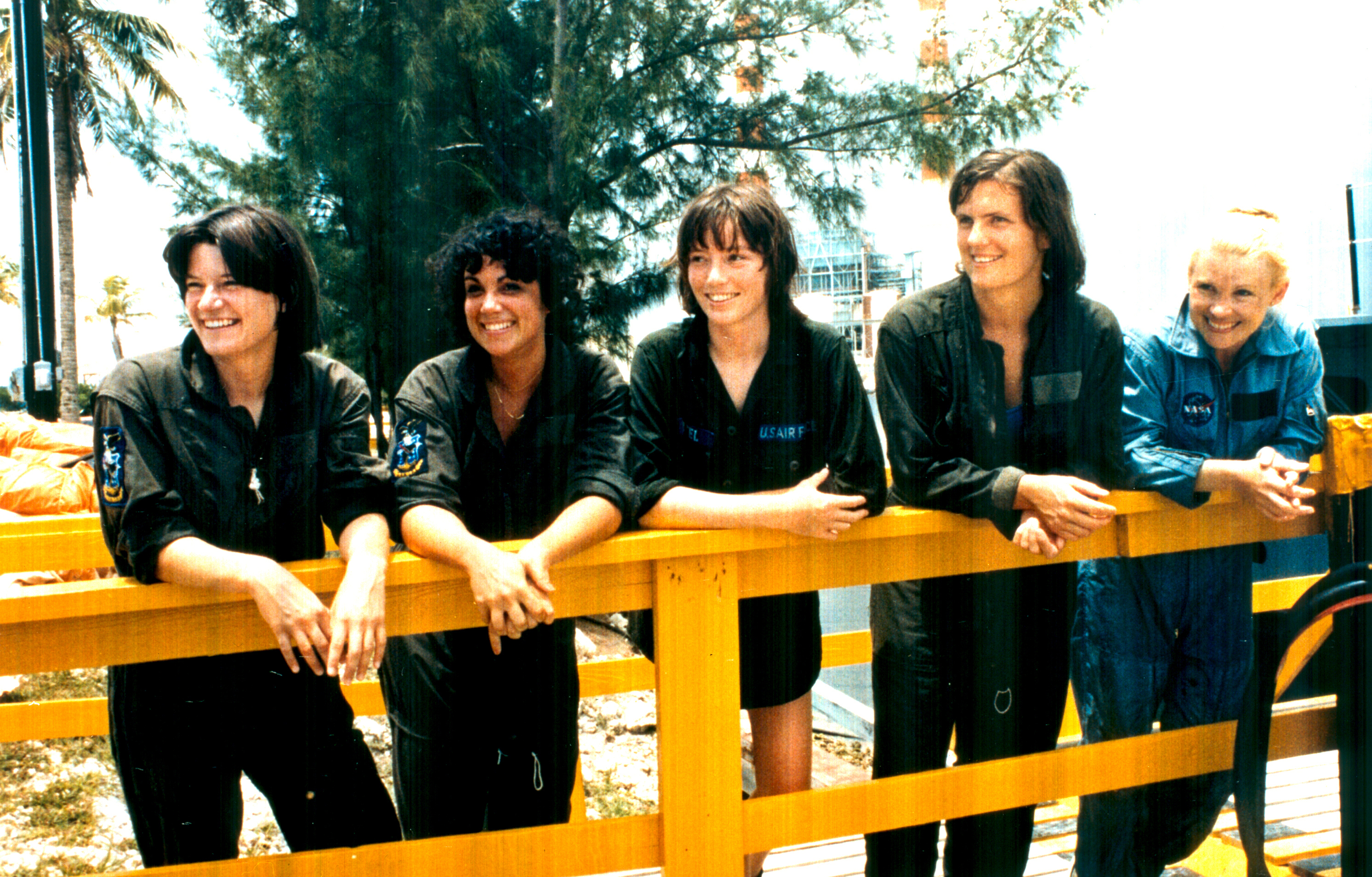
Nos anos 80, Fisher (no centro) com quatro astronautas da primeira classe feminina da NASA: (esq. p/ dir.) Ride, Resnik, Sullivan e Seddon.

Suas primeiras funções em terra, foram todas ligadas a testes e pesquisas, especialmente com relação ao braço robótico utilizado nos ônibus espaciais, aos trajes espaciais femininos e a desenvolvimento de softwares. Entre os voos da STS-5-87 e STS-7-65, também colaborou na área de assistência médica e procedimentos em simulações de resgates. Foi a CAPCOM (controladora de voo em terra) da missão STS-9. 
Em novembro de 1984, ela foi ao espaço na tripulação da STS-51-A, missão de oito dias da nave Discovery, caracterizada por ser a primeira missão a colocar em órbita dois satélites e a recolher outros dois. Na viagem, Fischer acumulou 192 horas em órbita e se tornou a primeira mãe em órbita da Terra.
Depois deste voo, ela foi escalada para voar na missão STS-61-H, que deveria subir com a Columbia, em junho de 1986, mas foi cancelada devido à tragédia com a Challenger, em janeiro do mesmo ano; assim, Fischer jamais retornou ao espaço, com o programa espacial norte-americano sendo suspenso por quase três anos para averiguação das causas do acidente, que custou a vida, entre outros, de sua colega da turma, Judith Resnik.

## Funções em terra
A partir daí ela trabalhou em funções técnicas em terra, de 1987 a 1989, na área de funções de apoio à Estação Espacial Internacional, no comitê seletivo de novos astronautas e no Departamento de Astronautas propriamente dito. Deixou então a NASA por mais de oito anos para se dedicar à família e aos filhos pequenos (ela foi casada com o astronauta William Fisher).
Anne retornou à NASA em 1996, e trabalhou primeiramente no Departamento de Planejamento de Operações, ligada à procedimentos e treinamento de tripulações da ISS. Nos anos seguinte, exerceu diversos cargos de supervisão e chefia dentro da burocracia técnica da agência espacial, chegando a chefiar a seção da ISS dentro do Departamento de Astronautas, o que colocava cerca de 50 astronautas e engenheiros sob sua responsabilidade. Em 2008, ainda trabalhando na NASA trinta anos depois de integrar a primeira classe feminina de astronautas da agência, ela se encontrava ligada a funções técnicas dentro do departamento dedicado ao programa do ônibus espacial.
A astronauta realizou um ano de treinamento antes de ser liberada para voar como especialista em missão em tripulações de ônibus espaciais.
Ao terminar o treinamento Anna Fisher completou diversas missões diferentes. Foi representante da tripulação para o desenvolvimento de suporte e testes do sistema de manipulador remoto (RMS) e procedimentos de caminhada no espaço para contingência do compartimento de carga, a unidade de mobilidade extraveicular (EMU) extra-pequena e o hardware de reparo TPS (Thermal Protection System) em órbita. procedimentos e mais para o pré-STS-1 através do STS-4. Ela também foi avaliadora de equipe para testes de verificação e desenvolvimento para STS-2, 3 e 4.
Durante a missão do ônibus espacial STS-51A, em novembro de 1984, Anna Fisher voou com o braço robótico do Ônibus Espacial Discovery para recuperar dois satélites com defeito e a instalação de dois novos de comunicação. 